# شهر اهومادا
شهر اهومادا (به اسپانیایی: Ahumada Municipality) یک منطقهٔ مسکونی در مکزیک است که در ایالت چیواوا واقع شده‌است.

## خصوصیات
شهر اهومادا ۱۷٬۱۳۱٫۵ کیلومترمربع مساحت و ۱۱٬۷۲۷ نفر جمعیت دارد.